# Grand Prix Mexika 2016
Grand Prix Mexika 2016 (oficiálně Formula 1 Gran Premio de México 2016) se jela na okruhu Autódromo Hermanos Rodríguez v Mexico City v Mexiku dne 30. října 2016. Závod byl devatenáctým v pořadí v sezóně 2016 šampionátu Formule 1.

## Kvalifikace
| Poř.                        | No. | Jezdec            | Konstruktér               | Časy v kvalifikaci | Časy v kvalifikaci | Časy v kvalifikaci | Pořadí na startu |
| Poř.                        | No. | Jezdec            | Konstruktér               | Q1                 | Q2                 | Q3                 | Pořadí na startu |
| --------------------------- | --- | ----------------- | ------------------------- | ------------------ | ------------------ | ------------------ | ---------------- |
| 1                           | 44  | Lewis Hamilton    | Mercedes                  | 1:19.447           | 1:19.137           | 1:18.704           | 1                |
| 2                           | 6   | Nico Rosberg      | Mercedes                  | 1:19.996           | 1:19.761           | 1:18.958           | 2                |
| 3                           | 33  | Max Verstappen    | Red Bull Racing-TAG Heuer | 1:19.874           | 1:18.972           | 1:19.054           | 3                |
| 4                           | 3   | Daniel Ricciardo  | Red Bull Racing-TAG Heuer | 1:19.713           | 1:19.553           | 1:19.133           | 4                |
| 5                           | 27  | Nico Hülkenberg   | Force India-Mercedes      | 1:20.599           | 1:19.769           | 1:19.330           | 5                |
| 6                           | 7   | Kimi Räikkönen    | Ferrari                   | 1:19.554           | 1:19.936           | 1:19.376           | 6                |
| 7                           | 5   | Sebastian Vettel  | Ferrari                   | 1:19.865           | 1:19.385           | 1:19.381           | 7                |
| 8                           | 77  | Valtteri Bottas   | Williams-Mercedes         | 1:20.338           | 1:19.958           | 1:19.551           | 8                |
| 9                           | 19  | Felipe Massa      | Williams-Mercedes         | 1:20.423           | 1:20.151           | 1:20.032           | 9                |
| 10                          | 55  | Carlos Sainz Jr.  | Toro Rosso-Ferrari        | 1:20.457           | 1:20.169           | 1:20.378           | 10               |
| 11                          | 14  | Fernando Alonso   | McLaren-Honda             | 1:20.552           | 1:20.282           |                    | 11               |
| 12                          | 11  | Sergio Pérez      | Force India-Mercedes      | 1:20.308           | 1:20.287           |                    | 12               |
| 13                          | 22  | Jenson Button     | McLaren-Honda             | 1:21.333           | 1:20.673           |                    | 13               |
| 14                          | 20  | Kevin Magnussen   | Renault                   | 1:21.254           | 1:21.131           |                    | 14               |
| 15                          | 9   | Marcus Ericsson   | Sauber-Ferrari            | 1:21.062           | 1:21.536           |                    | 15               |
| 16                          | 94  | Pascal Wehrlein   | MRT-Mercedes              | 1:21.363           | 1:21.785           |                    | 16               |
| 17                          | 21  | Esteban Gutiérrez | Haas-Ferrari              | 1:21.401           |                    |                    | 17               |
| 18                          | 26  | Daniil Kvjat      | Toro Rosso-Ferrari        | 1:21.454           |                    |                    | 18               |
| 19                          | 12  | Felipe Nasr       | Sauber-Ferrari            | 1:21.692           |                    |                    | 19               |
| 20                          | 31  | Esteban Ocon      | MRT-Mercedes              | 1:21.881           |                    |                    | 20               |
| 21                          | 8   | Romain Grosjean   | Haas-Ferrari              | 1:21.916           |                    |                    | PL               |
| 107 % času vítěze: 1:25.008 |     |                   |                           |                    |                    |                    |                  |
| —                           | 30  | Jolyon Palmer     | Renault                   | Bez času           |                    |                    | 21               |
| Zdroj:                      |     |                   |                           |                    |                    |                    |                  |

Poznámky
1. ↑  Romain Grosjean musel startovat z boxové uličky, protože jeho auto bylo upraveno v podmínkách Parc Fermé.
2. ↑  Jolyon Palmer nezaznamenal čas, kterým by se kvalifikoval ve 107 % času vítěze. Start mu byl povolen sportovními komisaři.

## Závod
| Poř.   | No. | Jezdec            | Konstruktér               | Počet kol | Čas/Odstoupení | Pořadí na startu | Body |
| ------ | --- | ----------------- | ------------------------- | --------- | -------------- | ---------------- | ---- |
| 1      | 44  | Lewis Hamilton    | Mercedes                  | 71        | 1:40:31.402    | 1                | 25   |
| 2      | 6   | Nico Rosberg      | Mercedes                  | 71        | +8.354         | 2                | 18   |
| 3      | 3   | Daniel Ricciardo  | Red Bull Racing-TAG Heuer | 71        | +20.858        | 4                | 15   |
| 4      | 33  | Max Verstappen    | Red Bull Racing-TAG Heuer | 71        | +21.323        | 3                | 12   |
| 5      | 5   | Sebastian Vettel  | Ferrari                   | 71        | +27.313        | 7                | 10   |
| 6      | 7   | Kimi Räikkönen    | Ferrari                   | 71        | +49.376        | 6                | 8    |
| 7      | 27  | Nico Hülkenberg   | Force India-Mercedes      | 71        | +58.891        | 5                | 6    |
| 8      | 77  | Valtteri Bottas   | Williams-Mercedes         | 71        | +1:05.612      | 8                | 4    |
| 9      | 19  | Felipe Massa      | Williams-Mercedes         | 71        | +1:16.206      | 9                | 2    |
| 10     | 11  | Sergio Pérez      | Force India-Mercedes      | 71        | +1:16.798      | 12               | 1    |
| 11     | 9   | Marcus Ericsson   | Sauber-Ferrari            | 70        | +1 kolo        | 15               |      |
| 12     | 22  | Jenson Button     | McLaren-Honda             | 70        | +1 kolo        | 13               |      |
| 13     | 14  | Fernando Alonso   | McLaren-Honda             | 70        | +1 kolo        | 11               |      |
| 14     | 30  | Jolyon Palmer     | Renault                   | 70        | +1 kolo        | 21               |      |
| 15     | 12  | Felipe Nasr       | Sauber-Ferrari            | 70        | +1 kolo        | 19               |      |
| 16     | 55  | Carlos Sainz Jr.  | Toro Rosso-Ferrari        | 70        | +1 kolo        | 10               |      |
| 17     | 20  | Kevin Magnussen   | Renault                   | 70        | +1 kolo        | 14               |      |
| 18     | 26  | Daniil Kvjat      | Toro Rosso-Ferrari        | 70        | +1 kolo        | 18               |      |
| 19     | 21  | Esteban Gutiérrez | Haas-Ferrari              | 70        | +1 kolo        | 17               |      |
| 20     | 8   | Romain Grosjean   | Haas-Ferrari              | 70        | +1 kolo        | PL               |      |
| 21     | 31  | Esteban Ocon      | MRT-Mercedes              | 69        | +2 kola        | 20               |      |
| Ret    | 94  | Pascal Wehrlein   | MRT-Mercedes              | 0         | Kolize         | 16               |      |
| Zdroj: |     |                   |                           |           |                |                  |      |

Poznámky
1. ↑  Max Verstappen obdržel trest přičtení 5 sekund k času v cíli za získání výhody při vyjetí z trati.
2. ↑  Sebastian Vettel obdržel trest přičtení 10 sekund k času v cíli za měnění směru jízdy během brzdění při souboji s Danielem Ricciardem.
3. ↑  Carlos Sainz Jr. obdržel trest přičtení 5 sekund k času v cíli za vytlačení Fernanda Alonsa z trati.
4. ↑  Daniil Kvjat obdržel trest přičtení 5 sekund k času v cíli za získání výhody při vyjetí z trati.

## Průběžné pořadí po závodě
- Tučně jsou vyznačeni jezdci a týmy se šancí získat titul v Poháru jezdců nebo konstruktérů.

Pohár jezdců
|  | Pořadí | Jezdec           | Body |
|  | ------ | ---------------- | ---- |
|  | 1      | Nico Rosberg     | 349  |
|  | 2      | Lewis Hamilton   | 330  |
|  | 3      | Daniel Ricciardo | 242  |
|  | 4      | Sebastian Vettel | 187  |
|  | 5      | Kimi Räikkönen   | 178  |

Pohár konstruktérů
|  | Pořadí | Konstruktér               | Body |
|  | ------ | ------------------------- | ---- |
|  | 1      | Mercedes                  | 679  |
|  | 2      | Red Bull Racing-TAG Heuer | 427  |
|  | 3      | Ferrari                   | 365  |
|  | 4      | Force India-Mercedes      | 145  |
|  | 5      | Williams-Mercedes         | 136  |